# فرهاد دریا
فرهاد ناشر با نام هنری فرهاد دریا (زاده ۲۲ سپتامبر ۱۹۶۲ در کابل، افغانستان) موسیقی‌دان، خواننده، بازیگر و فعال حقوق بشر اهل افغانستان و تأثیرگذارترین هنرمند افغانستان از دهه ۱۹۸۰ تا اکنون می‌باشد. او به عنوان یکی از برترین موسیقی‌دانان افغانستان نه تنها توسط موسیقی‌اش بلکه توسط فعالیت‌های انسان دوستانه و وطن‌دوستانه‌اش نزد مردم افغانستان شناخته می‌شود و از سال ۲۰۰۶ تاکنون سفیر صلح سازمان ملل متحد در افغانستان می‌باشد. طرفداران او شامل مناطق آسیای مرکزی، پاکستان، تاجیکستان، ازبکستان و در غرب بین افغانستانی‌ها و فارسی‌زبان‌ها هستند. دریا به زبان‌های گوناگون شامل فارسی، اوزبیکی، انگلیسی، پشتو و اردو ترانه می‌خواند. او تاکنون چندین کنسرت را در افغانستان، تاجیکستان، ایالات متحده، امارات متحده عربی و آلمان برگزار نموده‌است. کنسرت‌های او در افغانستان همیشه رایگان و بدون سود اجرا می‌شوند.

## سال‌های آغازین
فرهاد ناشر در شهر کابل از شاخه ناشر از قبیله خلجی پشتون متولد شد. خانواده او از کندز می‌باشند. او نوه شیرخان ناشر است.
پس از بازگشت از قندوز به کابل، سال آخر تحصیل خود را در لیسه حبیبیه گذراند و سپس در دانشگاه پلی‌تکنیک کابل نام نویسی کرد و در این مدت گروه موسیقی خود را راه اندازی کرد. با تهدید به پیوستن اجباری به حزب دموکراتیک خلق ، بعداً برای تحصیل ادبیات فارسی به دانشگاه کابل منتقل شد.
در این مدت، او با نام مستعار (ابر) برای هنرمندان دیگر موسیقی نوشت و شروع به نواختن موسیقی کلاسیک افغانی و هندی کرد. او چندین بار پوهنتون را ترک کرد تا در نیروهای مسلح افغانستان خدمت کند. در سال ۱۹۸۸ او شروع به تدریس موسیقی کلاسیک در دانشگاه کرد و در عین حال تحقیقات در زمینه موسیقی را نیز دنبال کرد.
فرهاد دریا در سال ۱۹۹۳ با سلطانه امام ازدواج کرد، و در سال ۱۹۹۵ به ایالات متحده مهاجرت کردند. آن‌ها دارای دو فرزند، یک پسر و یک دختر هستند و  در حال حاضر در ایالت ویرجینیا سکونت دارند.

## حرفه موسیقی
دریا اولین بار در رادیو تلویزیون افغانستان (آر‌تی‌ای) به عنوان رهبر گروه باران همراه با اسد بدیع، وحید صابری، مختار مجید و جاوید راهی با سبکی جدید از موسیقی فولک-پاپ در تلویزیون حضور یافتند. این گروه در دهه ۱۹۸۰ به یکی از شناخته شده ترین گروه های موسیقی تبدیل شد و آهنگ های موفقی مانند "آی من"، "روز بازار" و "دختر سردار" را تولید کرد. پس از مدتی گروه باران منحل شد، و  او به صورت انفرادی فعالیت خود را ادامه داد.

### دهه ۱۹۸۰
در طول دهه ۱۹۸۰، دریا روی تحصیل تمرکز کرده بود و مهارتش در موسیقی به یک حرفه تبدیل نشده بود. او بیشتر در این سال‌ها با گروه باران همکاری می‌کرد و خودش به تنهایی به عنوان فرد اصلی گروه شناخته می‌شد. بعد از ترک افغانستان و منحل شدن گروه باران، او کارهای تکی خود را آغاز کرد.

### ۱۹۹۰—۲۰۰۳
او در طول سال‌های ۱۹۸۰ تا ۱۹۹۰ چندین آلبوم را عرضه کرد که بیشتر آن‌ها با موضوع ورود شوروی به افغانستان و جنگ و آوارگی مردمش سروکار داشت. بیشتر موسیقی‌اش در مورد مردم افغانستان و یکپارچگی آنان بود. آلبوم او در سال ۲۰۰۳، سلام افغانستان که اولین آلبوم او بعد از سال‌های جنگ در افغانستان بود، با همین موضوع سروکار دارد. او جزو اولین هنرمندانی بود که بعد از ورود ایالات متحده به افغانستان به کشورش بازگشت و کارهای فرهنگی و بشردوستانه‌اش را آغاز کرد. این تلاش‌هایش او را یکی از برترین موسیقی‌دان‌های افغانستان و «بهترین خواننده سال» در کشورش و همچنین در دانمارک تبدیل کرد. دریا در این مدت بیش از ۱۸ آلبوم موسیقی عرضه کرد.

### ۲۰۰۳—۲۰۰۸:سفیر صلح سازمان ملل
از سال ۲۰۰۳ تاکنون فرهاد دریا روی پروژه‌های خیرخواهانه و بشردوستانه خویش کار می‌کند. او همچنین در عملکردهای صلح و انتخابات با دولت افغانستان همکاری می‌کند. او به عنوان «سفیر حسن نیت و صلح» سازمان ملل در افغانستان انتخاب شد. او از سال ۲۰۰۳ تاکنون فعالیت‌های زیادی در عرصه کمک به کودکان خیابانی داشت و کمیسیون مستقل حقوق بشر افغانستان نیز در سال ۲۰۰۶ از این هنرمند، به خاطر «خدماتش در زمینه حقوق بشر» قدردانی کرد. او از سوی سازمان ملل متحد به عنوان «بهترین مدل نسل کنونی افغانستان» شناخته شد و از او به خاطر کمک‌هایش به صلح قدردانی شد. مراسمی نیز با نام «روز سپاس از دریا» در کابل به خاطر کمک‌های مالی و بشردوستانه دریا برگزار شده بود.

### ۲۰۰۸:آلبوم هه! و کنسرت تاجیکستان

فرهاد دریا روی جلد آلبوم هه! که آلبومی با موفقیت گسترده بود.

در سال ۲۰۰۸، دریا آلبوم بین‌المللی و استودیویی‌اش با نام هه! (به انگلیسی: !HA) را عرضه کرد. مطابق با وبگاه بیروبار سی‌دی این آلبوم یک اثر بسیار موفق در افغانستان بود. ویدئو «نزدیک شدن» از همین آلبوم در تلویزیون ملی افغانستان عرضه شد که یکی از آثار موفق در همان سال به حساب می‌آمد. او در این آلبوم بیشتر از ترانه‌های وطن‌پرستانه استفاده کرده‌است. در موزیک ویدیوی این ترانه، «هه!»، فرهاد دریا از سبک‌های نوین موسیقی کمک گرفته که آن را به موسیقی عامه‌پسند تبدیل کرده‌است.
فرهاد دریا در بعدازظهر روز یکشنبه ۱۹ اکتبر ۲۰۰۸، کنسرتی را در تاجیکستان انجام داد. وی یک روز قبل از برگزاری کنسرت نشستی برای خبرنگاران تشکیل داده و در آن‌جا گفت که از نخستین سفر خود به تاجیکستان خوشحال است و این سفر را رویدادی جالب ارزیابی می‌کند. او در این کنفرانس به خبرنگاران گفته بود، «مادامی که در تاجیکستان مرا دوست می‌دارند، افغانستان که وطنم است و آنجا بزرگ شده‌ام، در ایران هم هوادارانی دارم، پس ریشه من در شرق است. من چون یک هنرمند به مرزبندی باور ندارم، مهم‌تر از این، پیام من است که در ترانه‌هایم می‌شنوید.» این کنسرت با حمایت شرکت‌های «آریانا مدیا» و «قیام اینترتینمنت» در تالار کاخ باربد، یکی از بزرگ‌ترین تالارهای شهر دوشنبه برگزار شده‌بود.

### ۲۰۱۰—تاکنون

#### کنسرت هرات
در ۱۴ سپتامبر ۲۰۱۰ فرهاد دریا کنسرتی را در شهر هرات در بین هوادارانش انجام داد. بلافاصله پس از پایان کنسرت حمله‌کننده‌ای انتحاری سوار بر موتورسایکل، بمب خود را انفجار داد که باعث زخمی شدن ۱۳ نفر شد. در این حادثه به فرهاد دریا آسیبی نرسید. دگرجنرال مجید روزی، فرمانده پلیس بخش غرب افغانستان، بیان کرد که هدف این انفجار ایجاد رعب وحشت و پراکنده‌شدن شرکت‌کنندگان این کنسرت بوده‌است. این انفجار از سوی تمامی مردم افغانستان و مقامات افغانستان محکوم شد و فرهاد دریا اعلام کرد که این‌طور حوادث نمی‌تواند پیش‌روی او و دیگر فعالان حقوق بشر را از کمک به صلح برای مردم افغانستان بگیرد. او بسیار وطن دوست است.

## پروژه‌های خیرخواهانه

### کوچه

فرهاد دریا در بین کودکان مؤسسه کوچه

فرهاد دریا در طی فعالیت‌های بشردوستانه‌اش، موسسه‌ای با نام «کوچه» را ترتیب داده‌است که به جمع‌آوری و سوادآموزی کودکان بی‌سرپرست می‌پردازد. خود دریا از این مؤسسه چنین می‌گوید:
موسسه غیرانتفاعی «کوچه» به منظور تهیه کمک‌های بشری و خیرخواهانه، فراهم‌سازی زمینه‌های تعلیم و سواد برای کودکان محروم، ایجاد آگاهی و دفاع از حقوق کودکان آسیب‌دیده تأسیس گردیده‌است. هدف نهایی این مؤسسه، بلند بردن سطح زندگی کودکان بدون در نظرداشت نژاد، طبقه، عقیده، زبان، مذهب، جنسیت، قوم و ملیت آن‌هاست. «کوچه» تحت قوانین جاری جمهوری اسلامی افغانستان فعالیت می‌نماید و در سراسر جهان حضور دارد.
او در طی این پروژه برای بیش از ۲۰۰۰ کودک خیابانی در کابل، حساب بانکی گشود و گفت که در هر کدام از این حساب‌ها، مقداری پول از حساب شخصی خود واریز خواهد کرد. او همچنین اعلام کرده بود که به منظور جلب کمک، در کشورهای اروپایی و آمریکا کنسرت خواهد داد تا نظر سازمان‌های خیریه خارجی را نیز برای کمک به این برنامه جلب کند.
احساس می‌کنم که روزی فرا رسیده که زبان‌ها را عوض کنیم، صداها را عوض کنیم، ارزش‌ها را عوض کنیم، فکرها را عوض کنیم و بالاخره زندگی و افغانستان را عوض کنیم.— فرهاد دریا، بی‌بی‌سی فارسی
فرهاد دریا می‌گوید «با راه‌اندازی این برنامه توانسته‌ایم برای ده‌ها تن از کودکان کارگر حمایت مستمر مالی جمع کنیم تا آن‌ها بتوانند درس بخوانند.» محمد غوث بشیری معاون وزارت کار و امور اجتماعی افغانستان در کنفرانسی، گفت که کارشناسان این وزارت، در مورد استفاده مؤثر از حساب‌های بانکی جدید، به خانواده‌ها مشورت خواهند داد. او اعلام کرده‌است که این طرح از شهر کابل به دیگر شهرها نیز خواهد رفت. دریا کنسرت‌هایی را در استادیوم کابل، که در زمان طالبان به محلی برای قطع دست، اجرای حکم اعدام و سنگسار تبدیل شده بود، انجام داد.
او در سال ۲۰۰۶ در اقدامی بی‌سابقه در رادیو و تلویزیون افغانستان در برابر حدود چهارصد کودک خیابانی در کابل برنامه‌ای موسیقی و تفریحی اجرا کرد. فرهاد دریا این کودکان را فرزندان خود خواند و گفت: «من پسری به نام هجران دارم که ده سال دارد. آرزو می‌کنم هجران من خواهران و برادرانی چون شما می‌داشت.» این کودکان که در حوادث و جریانات سیاسی افغانستان والدین خود را از دست داده‌اند و توسط دولت فراموش شده‌اند، فرهاد دریا با اجرای برنامه ویژه‌ای برای آنها، تلاش دارد توجه دولت و مردم را به این کودکان جلب کند.

### ۲۰۰۶: دیدارها
دریا در سال ۲۰۰۶ با پیتر مه فی خواننده آلمانی و دوازده آوازخوان دیگر از سراسر جهان دیداری داشت که منجر به رابطه دوستانه آن‌ها و طرح پروژه دیدارها (به انگلیسی: Encounters) شد. این پروژه به توری تبدیل شد که به‌واسطه آن دریا و گروه هنرمندان آلمانی‌اش به ۱۵ شهر آلمان سفر کردند و ترانه‌هایی را برای مردم اجرا نمودند. تور دیدارها از آوریل ۲۰۰۷ آغاز شد و با طی کردن ۱۵ شهر آلمان در ۸ مه ۲۰۰۷ در میدان نورنبرگر پایان یافت. در این تور، هر هنرمند تو ترانه اجرا می‌کرد، فرهاد دریا ترانه‌های «سلام‌علیک» را به زبان‌های فارسی و انگلیسی و «گورگورو» را به زبان پشتو در مراسم پایانی آن اجرا کرد. این دو ترانه هر دو منحصراً برای همین تور نوشته شده بودند. 

### ۲۰۰۸—۲۰۰۹:یاهو
بعد از اجراهای موفق در آلمان، دریا به افغانستان بازگشت و پس از حدود هشت ماه، موزیک ویدئو ترانه «دهلی بزن» را عرضه کرد. این ویدئو مجموعی از صحنه‌ها و حرکات نمادین تشکیل داده که خواست جمعی مردم افغانستان را برای «آغاز زندگی صلح آمیز و باهمی» نشان می‌دهد.
دریا روی آلبوم استودیویی‌اش با نام یاهو سرگرم شد. بعد از اتمام آلبوم، سی‌دی آن به‌طور رایگان در بین مردم توزیع شد.  این آلبوم دارای دوازده ترانه به زبان‌های فارسی و پشتو است که همه پیام «صلح و آشتی» دارد و با حمایت «مؤسسه خدمات توسعه‌ای آلمان» توزیع شده بود.

## ترانه‌شناسی

### آلبوم‌های استودیویی

جلد آلبوم به ممنوعه‌ها گوش کن که اثری از چندین هنرمند موسیقی مسلمان است و توسط هنرمند نروژی دیا خان جمع‌آوری و ترتیب داده شده‌است.

- یار بی وفا
- راه رفته
- محلی
- زارو جانه
- باران
- غزل
- بلبل آواره
- مازدیگر
- بزم غزل
- مهربانی
- بیگم جان
- آتش پرچه
- افغانستان
- زنده در سانفرانسیسکو
- شکر
- در سرزمین بیگانه
- قبیله عاشق
- گُلم گُلم
- سلام افغانستان - ۲۰۰۳
- هه! - ۲۰۰۸
- یاهو - ۲۰۰۸
- وطن  - ۲۰۰۹

### آلبوم‌های جمع‌آوری‌شده
- به ممنوعه‌ها گوش کن - ۲۰۱۰

## جوایز و افتخارات
- افغانستان: بهترین خواننده سال ۲۰۰۳
- دانمارک: بهترین خواننده سال ۲۰۰۵
- افغانستان: بهترین آلبوم سال ۲۰۰۶
- افغانستان: بهترین خواننده سال ۲۰۰۹
- جایزه سال ۲۰۰۷ حقوق بشر